# 石码街道
石码街道是中国福建省漳州市龙海区下辖的一个街道办事处，是龙海区人民政府驻地。

## 历史沿革
1950年属福建省龙溪县第三区，1951年6月龙溪县城关区析出成立县级漳州市。1958年4月复称石码镇，1960年龙溪、海澄两县合并为龙海县后，县人民委员会设立在石码镇。1993年龙海撤县设市，仍以石码镇为行政中心，2003年，福建省人民政府同意撤销石码镇，改设石码街道办事处，虽民政部已以“石码街道”标注该地名，行政区划代码亦是街道级别，但国家统计局仍以“石码镇”标注该地名，行政区划代码亦是镇级别，直至2021年龙海撤市设区后国家统计局才改称“石码街道”并修改行政区划代码为街道级别。但至今，官方仍以“石码镇人民政府”的名称在龙海区政府网上发布公告。

## 行政区划
石码街道共辖16个社区、4个行政村，分别是：解放东社区、渔业社区、新华社区、九二零社区、解放北社区、解放南社区、解放西社区、紫云社区、桥口社区、紫光社区、人民西社区、港口社区、侨村社区、九龙社区、锦江社区、民生社区、高坑村、内社村、蔬菜村和登第村。

## 语言
通行闽南语漳州话之石码话。

## 学校
- 龙海市第一中学
- 龙海市外国语中学
- 龙海市石码中心小学
- 石码第二中心小学

## 特产
- 石码五香：主要原料有猪瘦肉、淀粉、砂糖、五香粉等。